# رابین باکهاوس
رابین باکهاوس (به انگلیسی: Robin Backhaus) (زادهٔ ۱۲ فوریهٔ ۱۹۵۵) شناگر اهل ایالات متحده آمریکا است.